# Abbaye de Saint-Alyre
L'abbaye de Saint-Alyre (abadia Sent Aliri en occitan) est une ancienne abbaye bénédictine fondée dans un faubourg au nord de Clermont, devenue Clermont-Ferrand, auprès du tombeau de saint Alyre, quatrième évêque de Clermont selon la tradition.
Les bâtiments accueillent aujourd'hui l'Institution Saint-Alyre. Elle est située à Clermont-Ferrand, 20 rue Sainte-George.

## Monastère bénédictin

### Historique

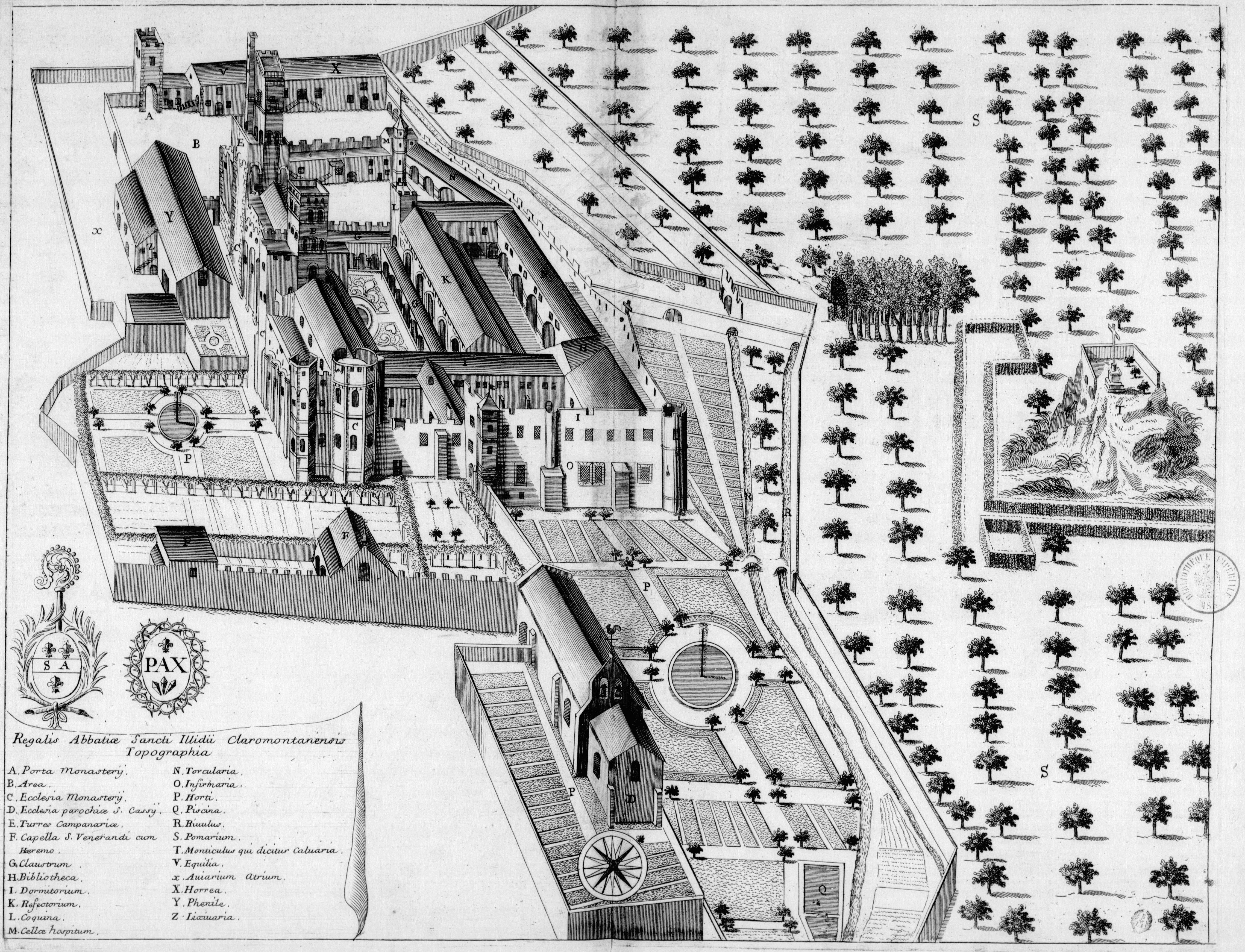
L’abbaye au XVIIe siècle, planche gravée du Monasticon Gallicanum.

La construction de l'abbaye de Saint-Alyre a débuté au Ve siècle,. Elle a été reconstruite au XIIe siècle. Elle est parvenue à maintenir son indépendance face à l'évêque de Clermont jusqu'en 1374 date à laquelle elle s'est placée sous le patronage de l'abbaye Saint-Victor de Marseille. 
À l'époque de la révolution française elle a été convertie en prison.
En 1791, elle a été vendue à un commerçant lyonnais, le citoyen Bonnefoy, puis une grande partie de ses bâtiments ont été détruits. En 1796, elle a été transformée en pensionnat pour jeunes hommes, puis en en caserne. Elle a ensuite été revendues aux Ursulines, qui s'y sont installées en 1807. 
Aujourd'hui, l'abbaye est partiellement inscrite au titre des monuments historiques par arrêté du 31 décembre 1996.

### Liste des abbés
Source : Gallia christiana.
- 1106 : Pierre.
- vers 1165 : Arnaud.
- vers 1180-vers 1210 : Arnaud.
- vers 1225-1234 : Amblard de Bromo.
- 1234-1247 : Pierre.
- 1247-1252 : Robert de Hauteroche.
- 1252-vers 1270 : Hugues de Cussac.
- vers 1270-1285 : Jean Bel.
- 1285-1307 : Bernard Lordet.
- 1340-1363 : Étienne Aubert.
- 1468-1500 : Jacques d'Amboise.
- 1575-1578, puis 1592-1594 : Jacques du Breul.

## Moines et personnalités célèbres de l'abbaye
- Étienne Aldebrand, fut novice, puis moine en ces lieux avant de devenir prieur du prieuré de Thuret, dépendant de l'abbaye de Saint-Alyre, puis abbé de l'abbaye Saint-Pierre de Montier-la-Celle avant 1323, puis évêque-abbé de l'abbaye du Mont-Cassin le 13 mars 1343, puis évêque du diocèse de Saint-Pons-de-Thomières, il fut également trésorier et camérier du pape Clément VI, par bulle du 11 janvier 1347[6].

## Manuscrits
La bibliothèque de l'abbaye a fait l'objet d'études et de tentatives de reconstitution virtuelle,,.

## Institution Saint-Alyre
L'institution Saint-Alyre est le plus grand ensemble scolaire d'Auvergne[réf. souhaitée].
L'Institution Saint-Alyre accueille plus de 2100 élèves et les institutions suivantes :
- école ;
- collège ;
- lycée d’enseignement général et technologique ;
- lycée professionnel ;
- enseignement supérieur (BTS, classe préparatoire aux grandes écoles de commerce).